# St. Antonius Einsiedler (Bechen)

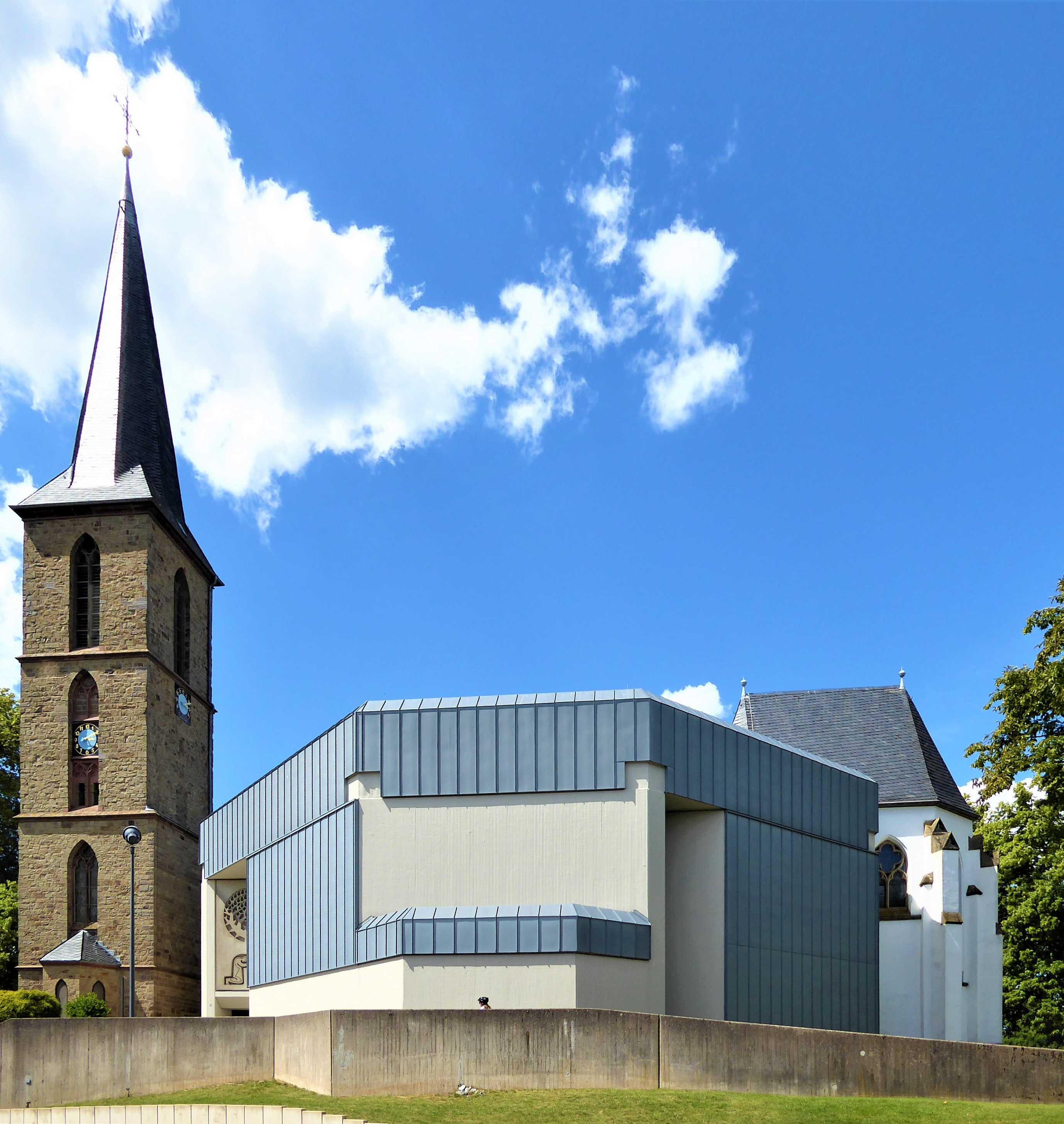
St. Antonius Einsiedler

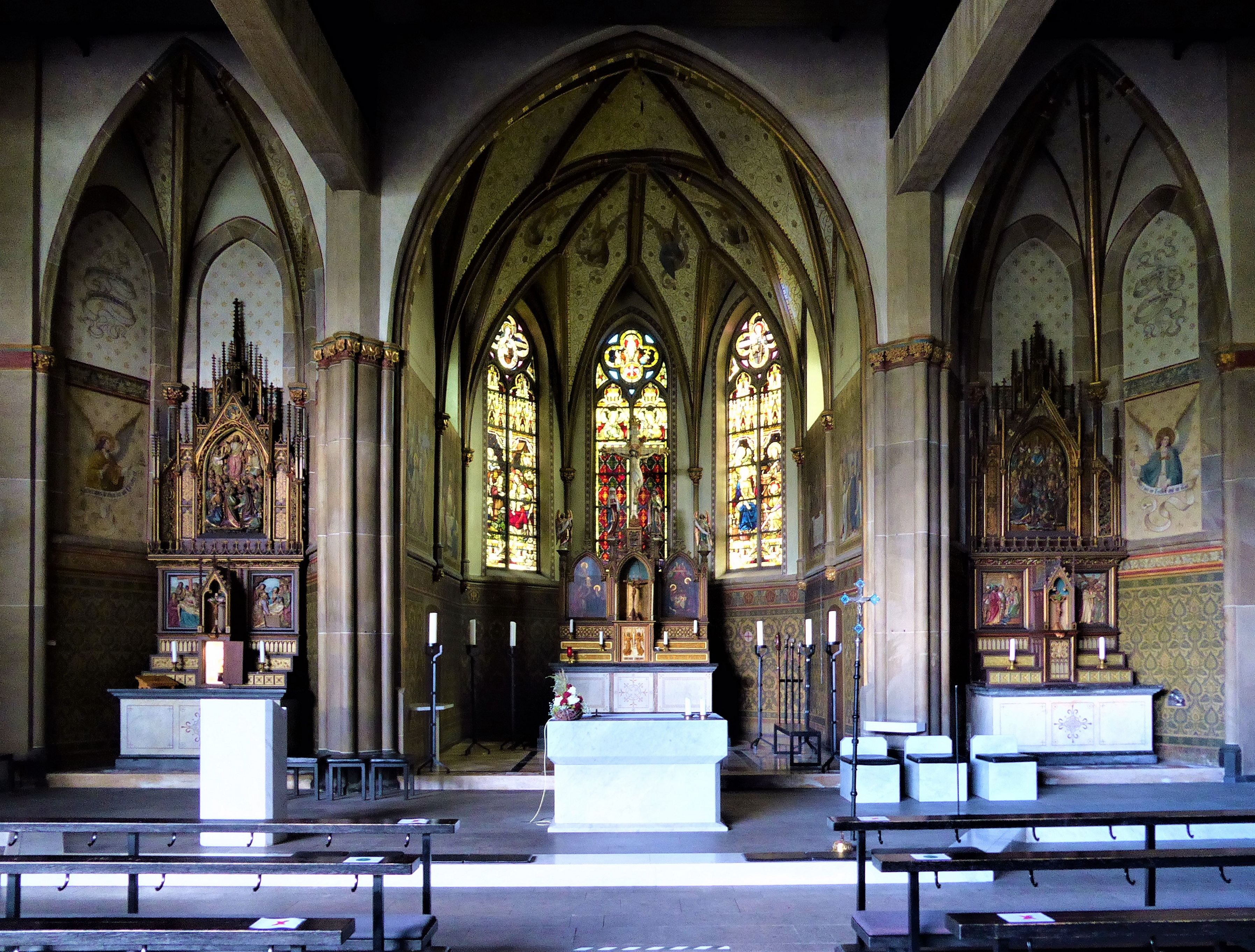
Altäre

Die römisch-katholische Kirche St. Antonius Einsiedler befindet sich im Ortsteil Bechen der Gemeinde Kürten im Rheinisch-Bergischen Kreis in Nordrhein-Westfalen. Sie gehört seit 2010 zur katholischen Kirchengemeinde St. Marien in Kürten. Neben dem Schutzpatron Antonius Einsiedler ist die heilige Katharina zweite Schutzpatronin der Kirche.

## Geschichte und Architektur
Wie 1275 erwähnt wurde schon um 1133 in Bechen eine Vorgängerkirche mit romanischem Turm erbaut. Von 1301 bis 1803 wurde sie vom Zisterzienserkloster Altenberg als Patronatskirche geführt.
Nach verschiedenen Reparaturen im 17. Jahrhundert wurde 1701 das Langhaus erneuert. Wegen der rapide anwachsenden Besucherzahl wurde Mitte des 19. Jahrhunderts ein Kirchenneubau als dringend notwendig erachtet.
Nachdem 1866 infolge eines Blitzeinschlags bis auf den beschädigten romanischen Kirchturm das Gotteshaus vollständig ausbrannte, wurde zunächst eine Notkirche errichtet. 1876 fand die Grundsteinlegung für den Bau einer neugotischen Kirche statt. Mit der Planung war der Baurat Vinzenz Statz beauftragt worden. 1878 wurde die neue Kirche geweiht.
Da schon wenige Jahre später die Wände durch die Last des Dachs und der Gewölbe nach außen gedrückt wurden, mussten Außenpfeiler errichtet werden. Während die Schäden am Langhaus mit hohem Kostenaufwand beseitigt werden konnten, musste der alte Turm 1897 abgerissen und durch einen neuen ersetzt werden.
In der Folge wurden weitere Veränderungen vorgenommen. Neben der Reparatur von Schäden aus dem Zweiten Weltkrieg erhielt die Kirche unter anderem eine neue Orgel, neue Chorfenster sowie neue Glocken als Ersatz für die während der beiden Weltkriege eingeschmolzenen Glocken.
1967 wurden erhebliche Schäden in der Bausubstanz der Kirche entdeckt, insbesondere im Gewölbe, im Mauerwerk und im Fundament. Da außerdem ohnehin die Bevölkerung, insbesondere durch den Zuzug von Vertriebenen aus dem Osten, erneut stark anwuchs, wurde die Kirche 1974 bis auf den neugotischen Chor und den romanischen Turm abgerissen. 1976 begann der Neubau nach Plänen des Architekten Faber. In das polygone Betonbauwerk mit flacher Decke ließ er die ursprünglichen neugotischen Fenster und die Kreuzwegstationen integrieren.
Die Einweihung des neuen Gotteshauses fand am 17. Januar 1977 statt.
Von 1991 bis 1993 musste der Kirchturm umfassend saniert werden. 2011 folgte eine grundlegende Renovierung der übrigen Kirche.

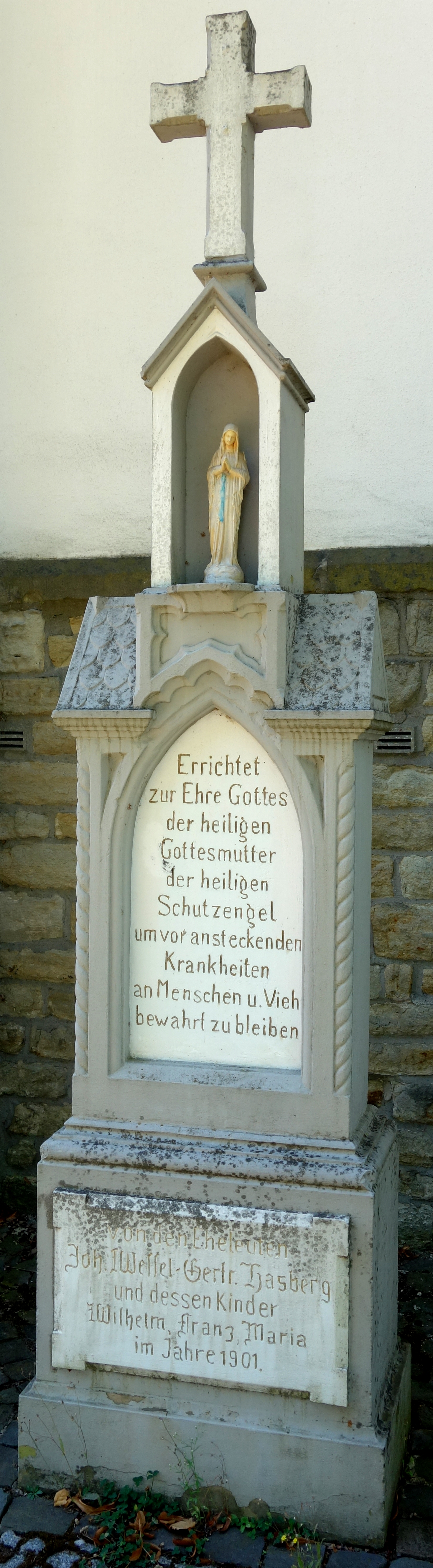
Bildstock im Außenbereich des Chors
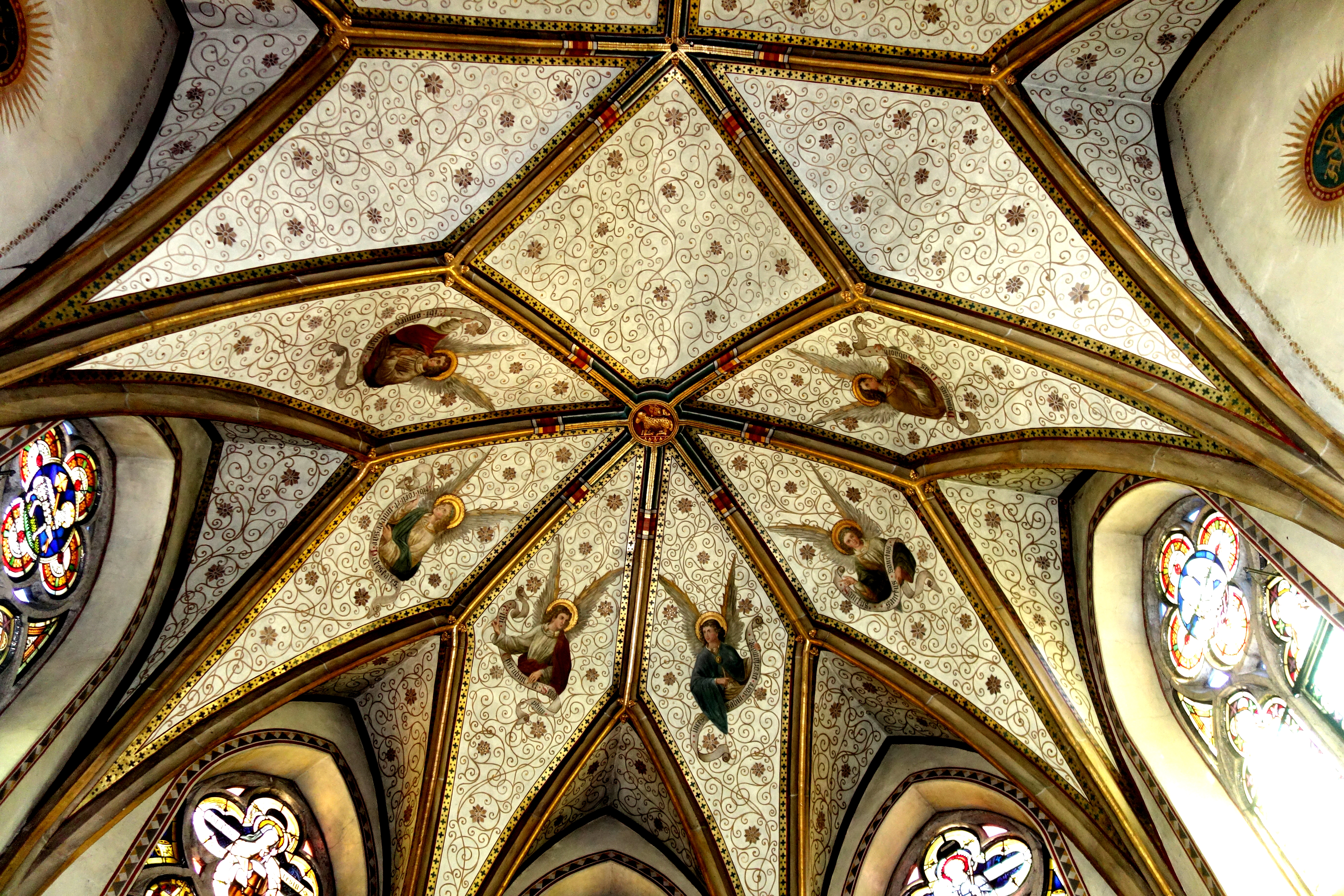
Chorgewölbe
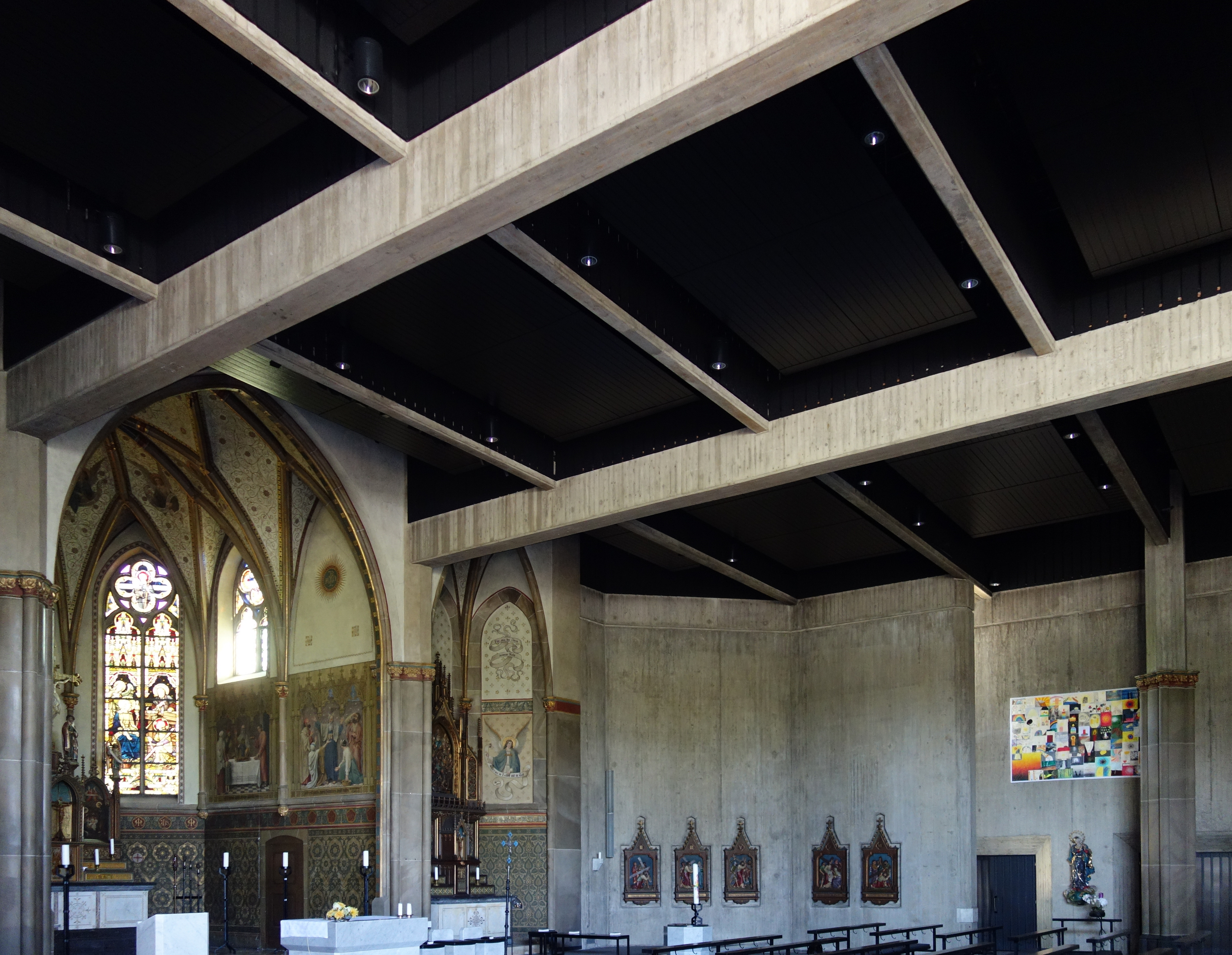
Deckenkonstruktion im Neubau
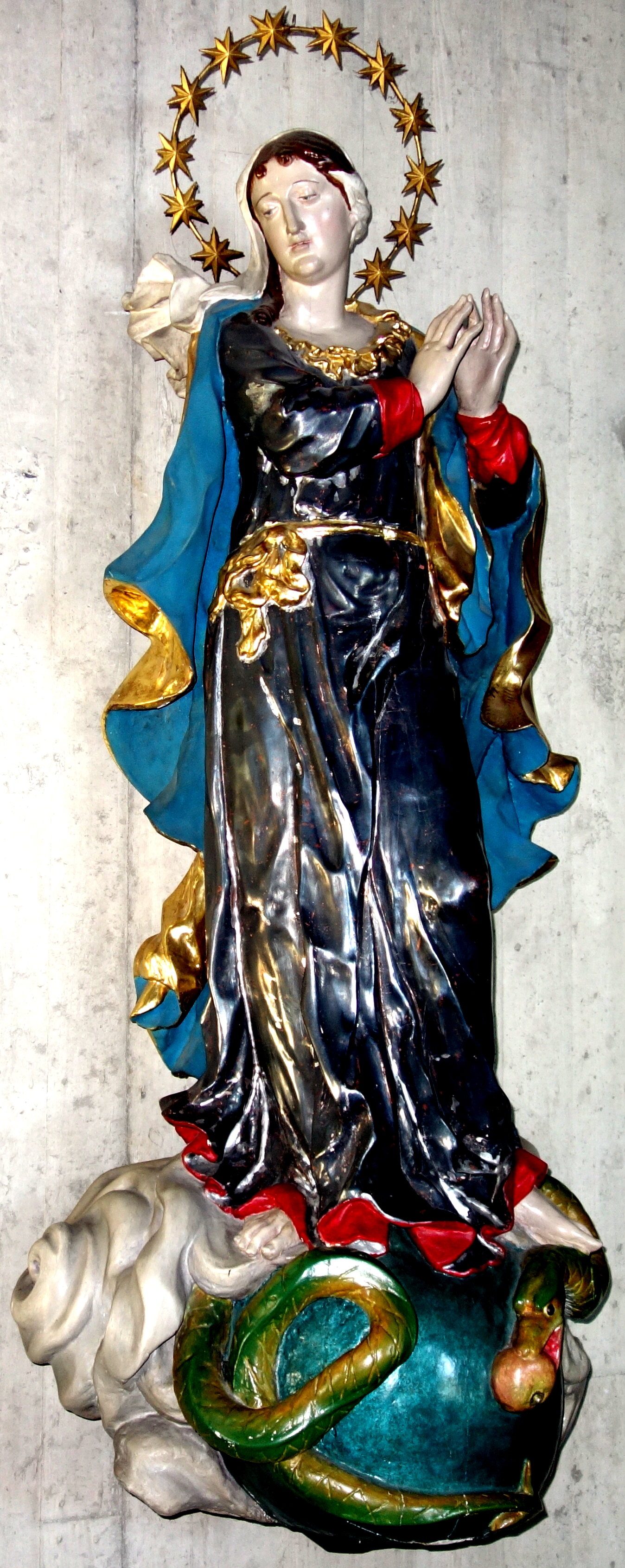
Marienstatue
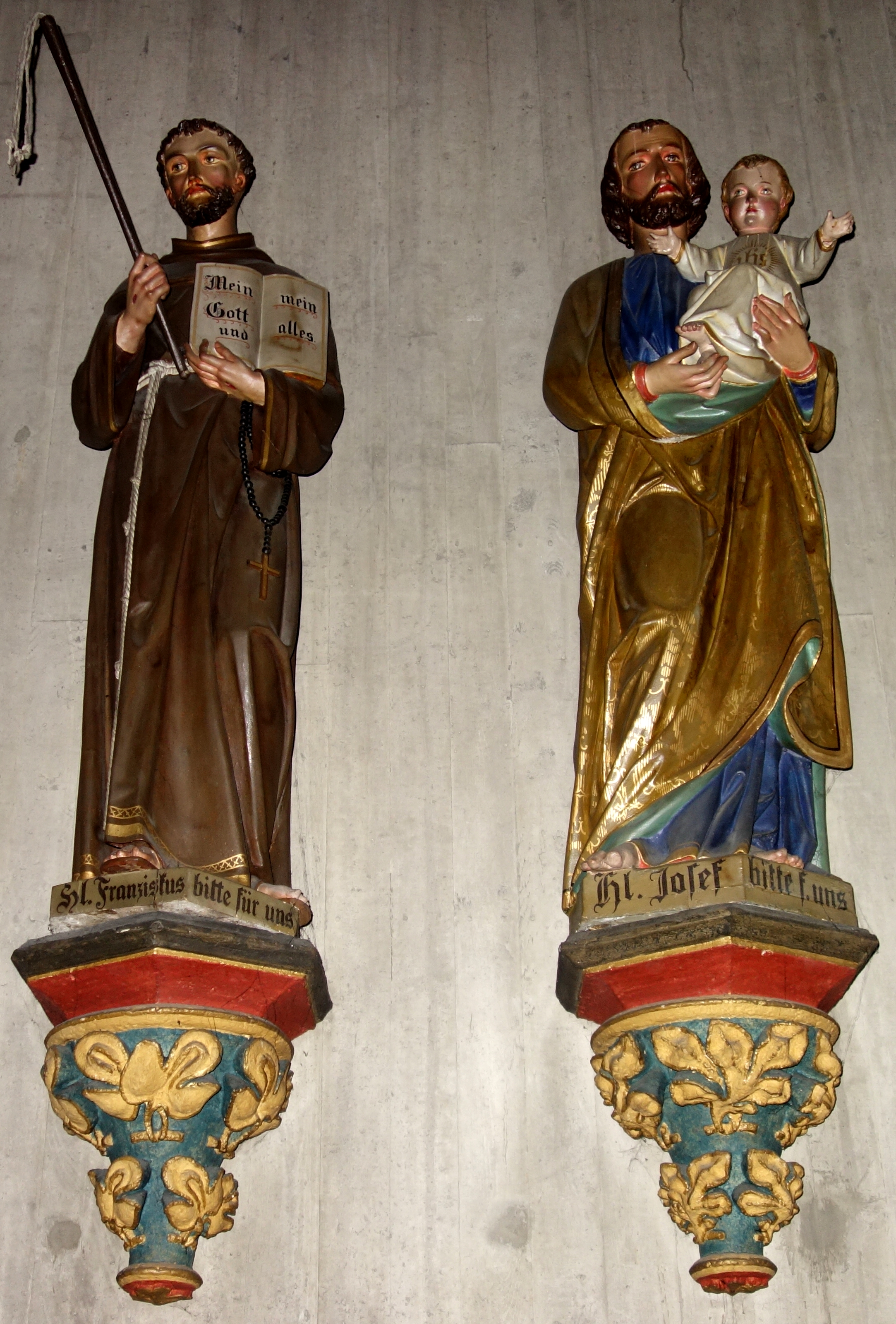
Statuen des heiligen Franziskus und des heiligen Josef
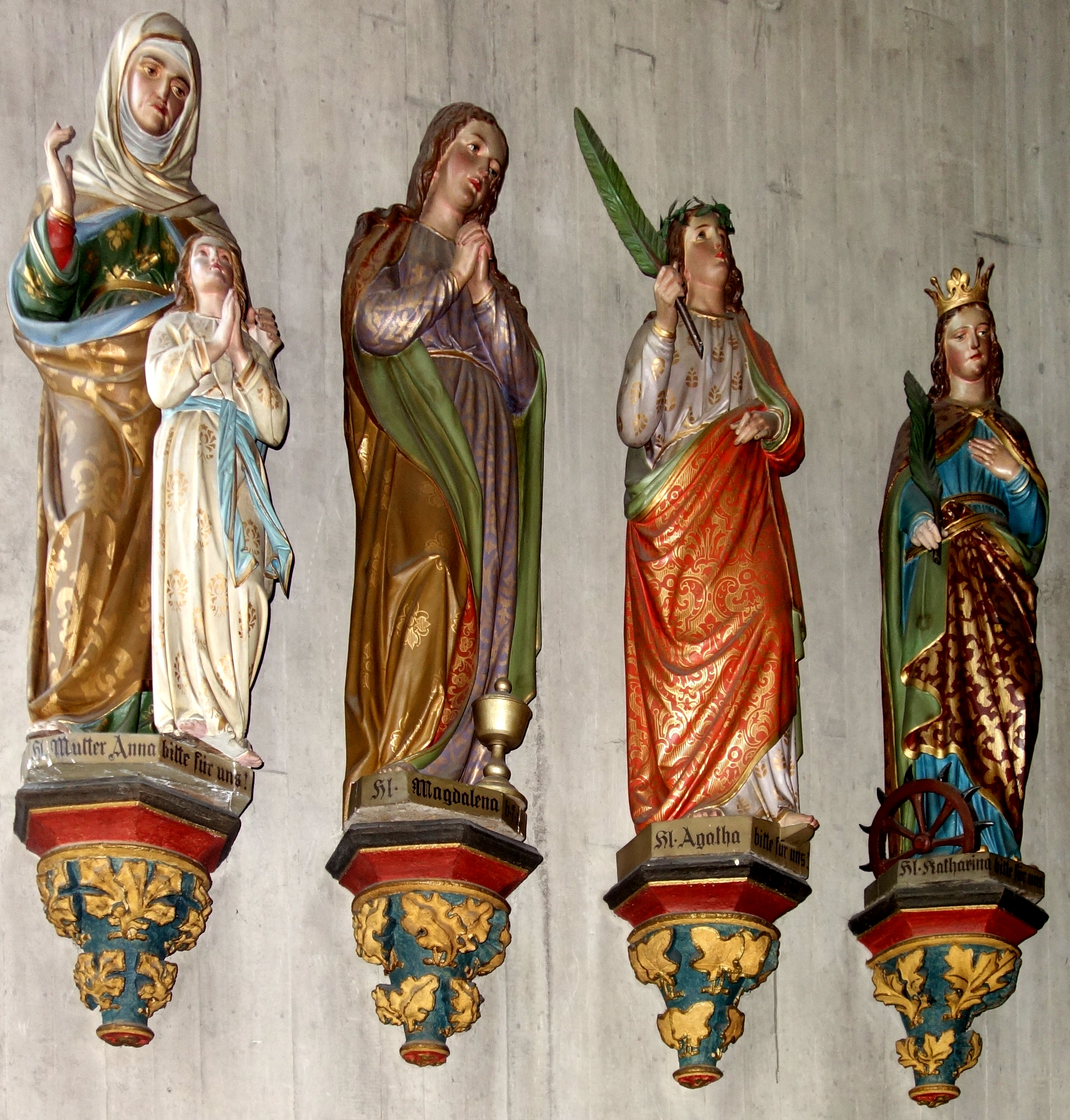
Statuen der heiligen Anna, Magdalena, Agatha und Katharina
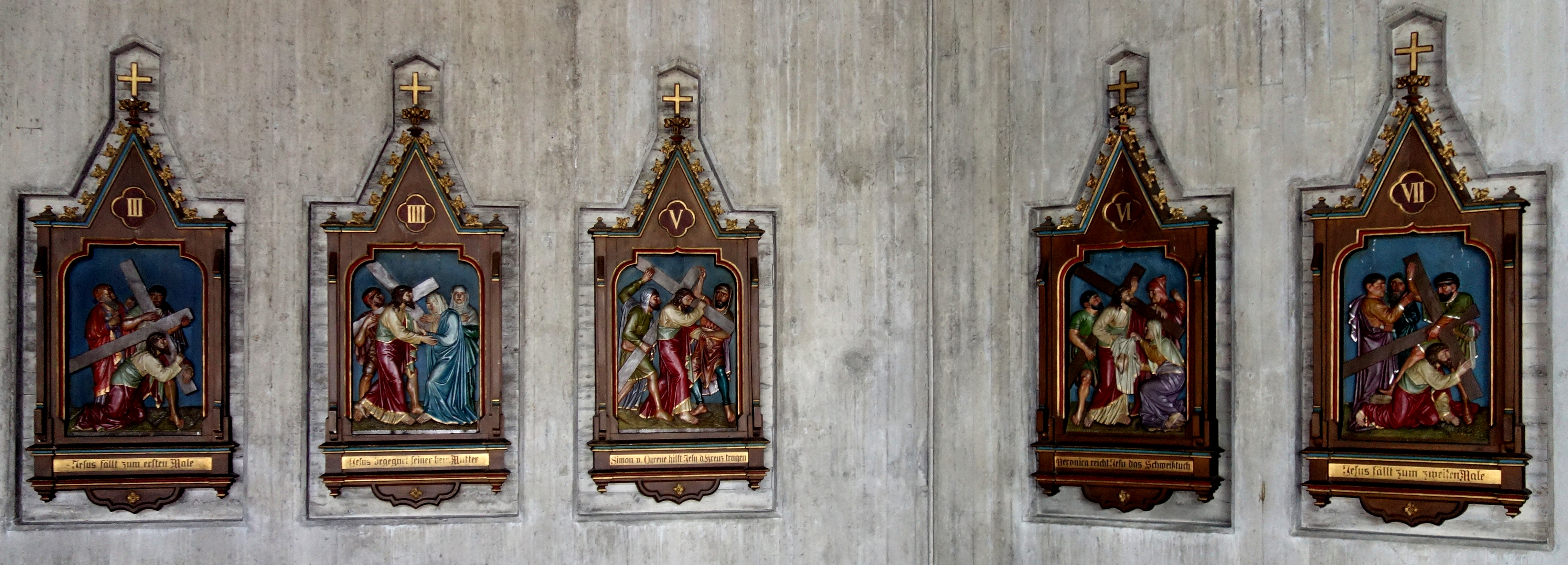
Kreuzwegstationen III bis VII
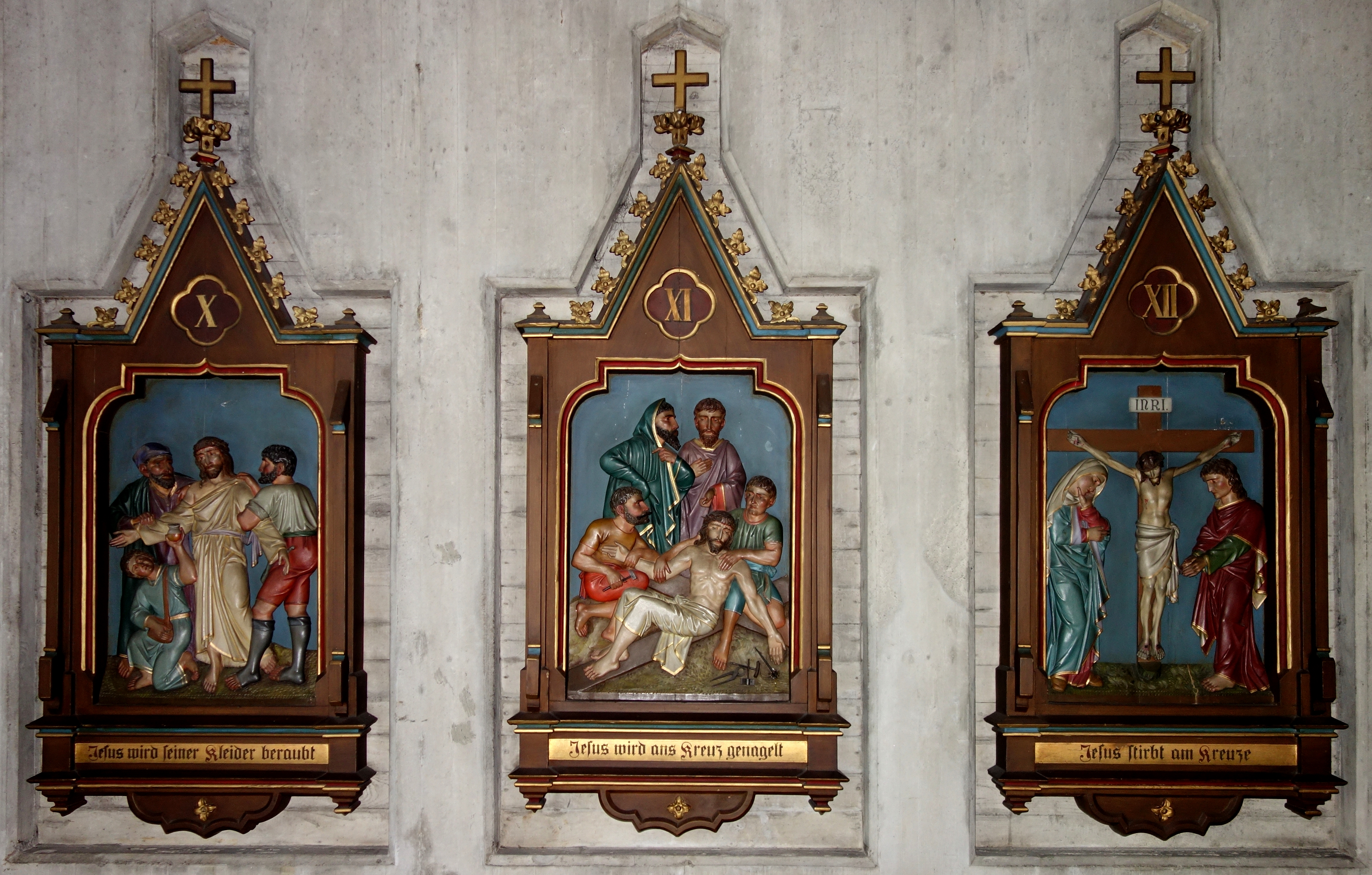
Kreuzwegstationen X bis XII
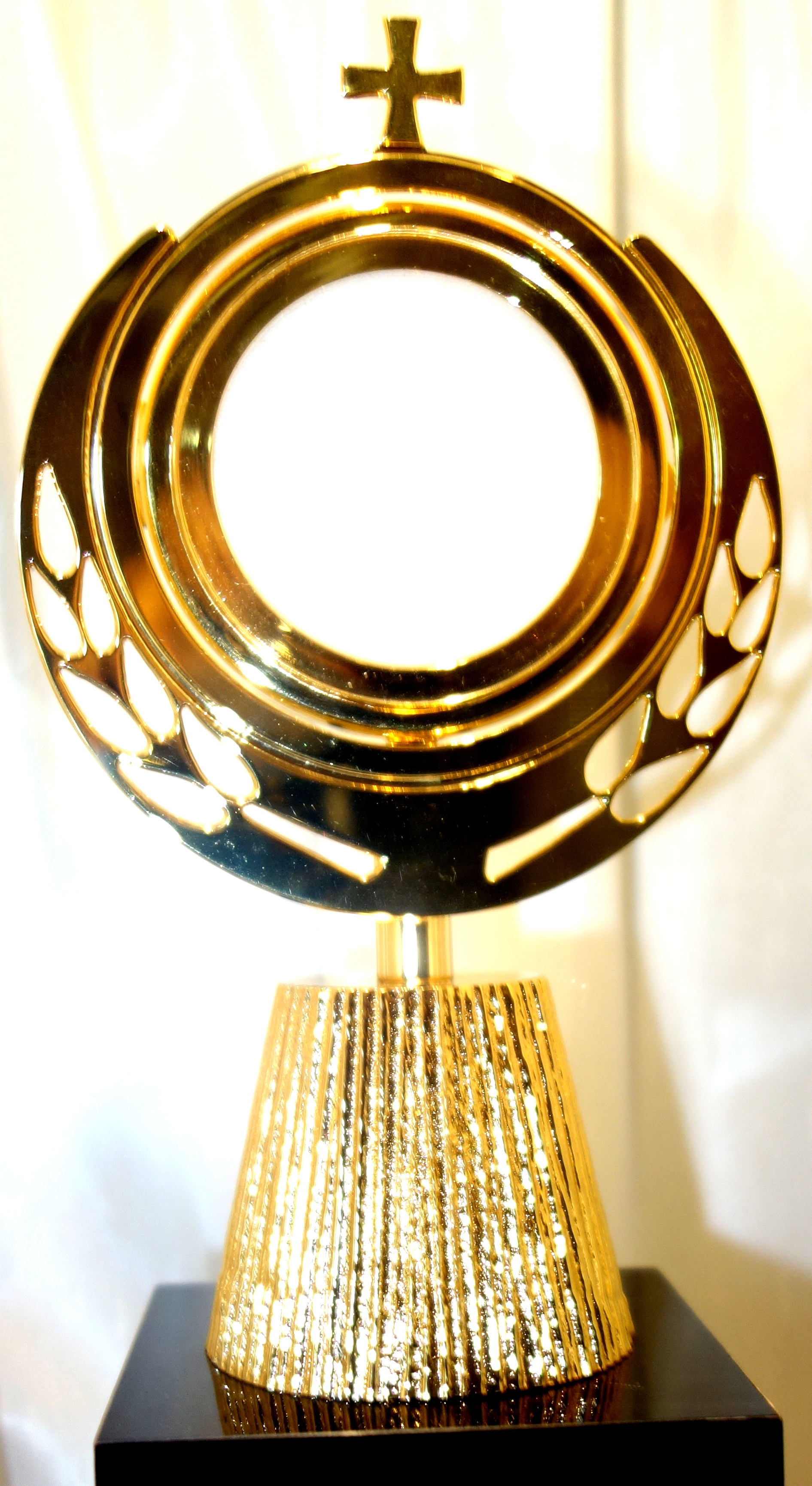
Monstranz
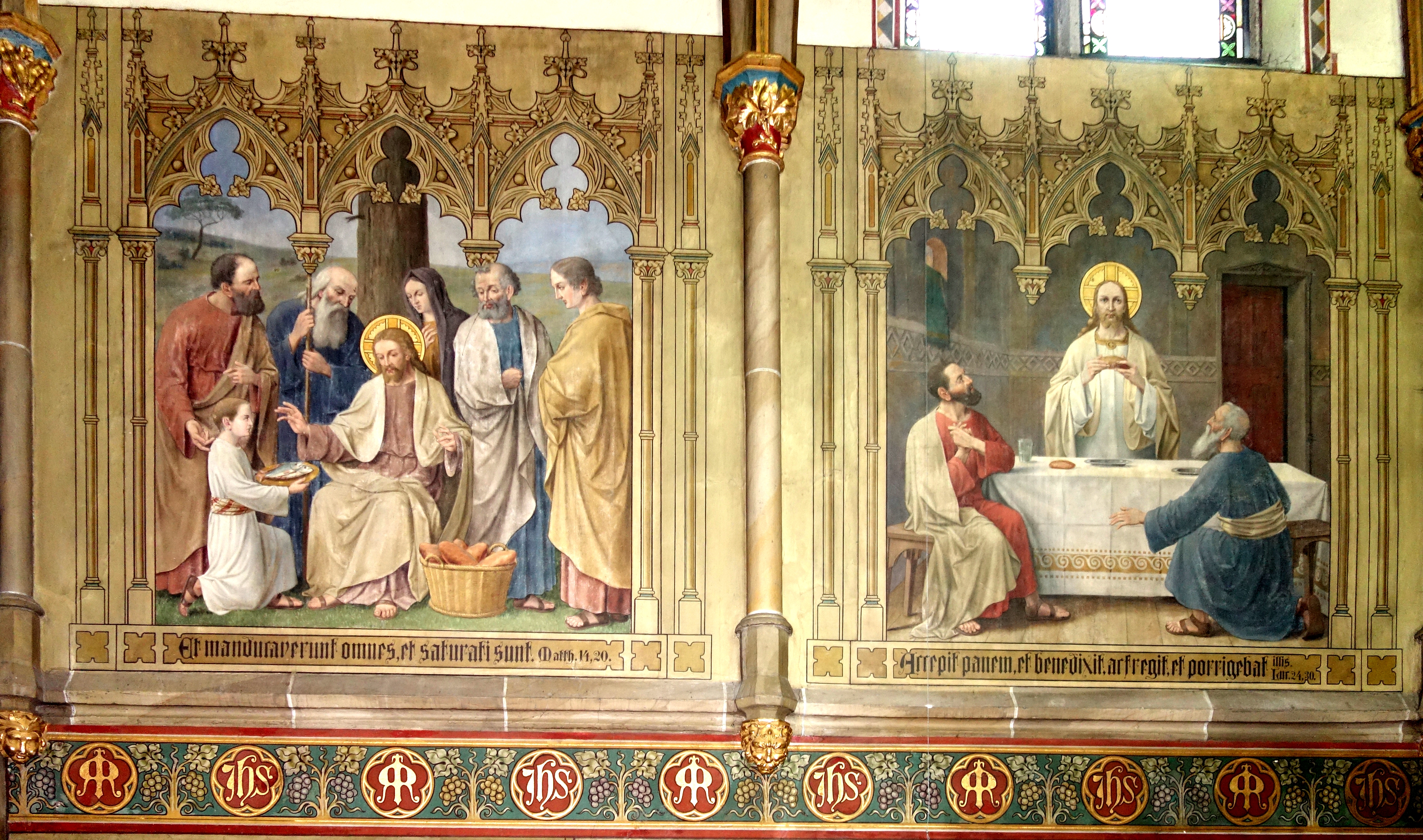
Wandgemälde im Chorraum

## Kirchenfenster

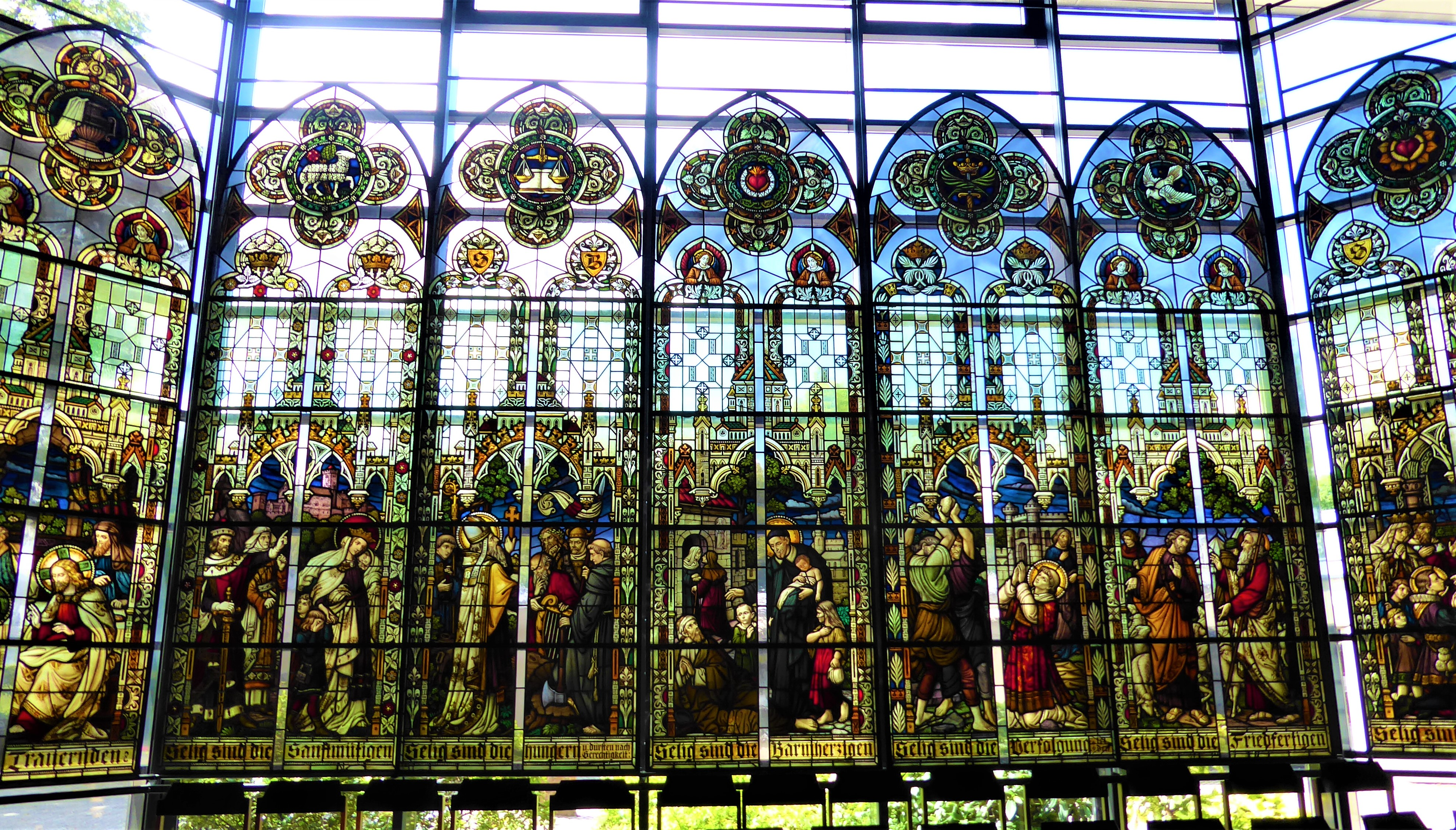
Fenster in der Rückwand

Die Bleiglasfenster wurden 1914 in der Glasmalereiwerkstatt Dr. H. Oidtmann gefertigt. Die Fenster in der Rückwand stellen Szenen zu den Seligpreisungen der Bergpredigt dar. Die Chorfenster zeigen unter anderem Jesus den Kinderfreund, Gottvater und den Heiligen Geist, Engel mit Leidenswerkzeugen, die Heilige Familie und den Tod des heiligen Josef von Nazaret. Zwei von ihnen sind Ornamentfenster mit Darstellungen des Gotteslamms sowie eines Pelikans, der seine Jungen mit seinem Blut nährt.

## Denkmalschutz
Die Kirche St. Antonius Einsiedler ist unter der Nummer 4 in der Liste der Baudenkmäler in Kürten verzeichnet.